# André Ekyan
André Ekyan (* 24. Oktober 1907 in Meudon; † 9. August 1972 bei Alicante) war ein französischer Jazz-Musiker (Klarinette, Saxophon), Komponist und Arrangeur.

## Leben
André Ekyan, als Instrumentalist Autodidakt, begann seine Karriere als Musiker im Club Le Perroquet, wo er mit dem belgischen Saxophonisten Paul Gason und dessen Versatile Orchestra spielte und ein eigenes Orchester leitete. In den 1930er Jahren trat er in zahlreichen Clubs auf, wie im l'Abbaye de Thélème, im Fétiche und der Music Box. Dort lernte er viele wichtige Musiker der Epoche kennen, wie Philippe Brun, Harry Cooper, Freddie Johnson und Guy Paquinet.
1931 spielte er mit Jack Hylton. 1931/32 leitete Ekyan das Orchester im Club Croix du Sud, in dem auch Stéphane Grappelli, Alain Romans, Django Reinhardt und Alix Combelle mitwirkten. Er spielte außerdem in einem weiteren Orchester mit Michel Emer und dem Schlagzeuger Max Elloy. 1933 trat er in der Music-Hall des Pariser Olympia mit Grégor et ses Grégoriens auf.
Am 16. März 1934 nahm er mit Reinhardt im Orchester von Michel Warlop den „Présentation Stomp“ auf.
Eykan wirkte auch an Reinhardts Session mit Coleman Hawkins am 2. März 1935 mit, der Blue Moon, Avalon und What A Difference a Day Made eingespielt wurden; weitere Aufnahmen mit Coleman, Reinhardt, Benny Carter und Alix Combelle entstanden im April 1937 („Honeysuckle Rose“, „Crazy Rhythm“, „Out of Nowhere“ und „Sweet Georgia Brown“). Im selben Jahr nahm Ekyan für das Label Swing eine 78er unter eigenem Namen auf („Pennies from Heaven“). Im Mai 1939 spielte Eykan im Trio mit Reinhardt und dem Bassisten Lucien Simoën („Dream Ship“/„I Can't Believe That You're in Love with Me“).
1935 spielte er mit seiner Formation Jazz Ekyan in den Tanz-Cafés am Champs-Elysées. 1936 gründete er die Tanzbar/Restaurant Swing Time, wo er auch das Orchester leitete, das vom Hot Club de France organisiert worden war, die Swing Time tea parties, in denen auch zahlreiche Amateurmusiker der Tanzmusik und des Jazz mitwirkten. Im selben Jahr trat er mit seinem Orchester bei einer Jazz-Gala in der École normale de Musique auf. 1937 nahm er mit Coleman Hawkins, Benny Carter und Tommy Benford auf; auch spielte er mit Tommy Dorsey (1936), Ray Ventura (1938), Joe Turner und Frank Goudie (1939).
Während des Zweiten Weltkriegs arbeitete er weiterhin mit seinem Quintett, mit dem er im Kino Normandie und im Salle Pleyel auftrat. Nach Kriegsende spielte er wieder mit Django Reinhardt, sowie Mezz Mezzrow, Léo Chauliac, Emmanuel Soudieux, Pierre Fouad und Ernst Engel. 1947 nahm er mit seinem Orchester den Titel Hey-ba-ba-re-bop von André Salvador auf; er gewann den Grand prix du Disque 1947.
Im April/Mai 1950 wirkte Ekyan bei Django Reinhardts Sessions in den RAI-Studios in Rom mit.
In den 1950er Jahren wirkte er an der Radio-Sendereihe Jazz Variétés mit, die von André Francis und Charles Delaunay ins Leben gerufen worden war; trat außerdem im Kino Rex und im Saal Alhambra auf.
1955 leitete er sein Orchester im Restaurant Maxim’s. Ekyan spielte daneben im Orchester von Ray Ventura an der Seite von Henri Salvador.
1970 hatte André Ekyan einen Auftritt in dem Jean-Pierre-Melville-Film Vier im roten Kreis, in dem er die Rolle des Rico spielte.